# Chemobox
De chemobox (Nederland), ook wel KCA-box of milieubox genoemd, of milieubox (Vlaanderen) is een afsluitbare kunststof minicontainer waar huishoudens hun klein chemisch afval (kca) zoals oude batterijen, spaarlampen, medicijnen, verfresten, lege spuitbussen en andere chemische producten, veilig in kunnen opslaan en bewaren.
Klein chemisch afval (kca) is huishoudelijk afval waar chemische stoffen in zitten die schadelijk zijn voor de gezondheid en voor het milieu. Klein chemisch afval moet worden ingeleverd bij de gemeente. De meeste gemeenten hebben een chemokar, die een aantal vaste standplaatsen heeft. Vaak is er ook een gemeentedepot (soms milieustraat genoemd) of KCA-depot. Batterijen, medicijnen en fotochemicaliën kunnen vaak worden ingeleverd in de winkels waar ze zijn gekocht. In 2001 werd in Nederland 65% van al het klein chemisch afval gescheiden ingezameld. De Nederlandse overheid wil dit percentage verhogen naar 90%.

## Nederland
In de jaren 1980 en 1990 leverde Engels Logistiek BV uit Eindhoven als eerste de chemobox in grote getale aan gemeenten in heel Nederland. Engels' chemobox ontving vanwege zijn duurzame en innovatieve karakter in 1989 een prijs van Ed Nijpels, minister van VROM.
De chemobox moet voorzien zijn van kinderveilige sluitingen, zodat kleine kinderen geen toegang hebben tot potentieel gevaarlijke stoffen. Verder is de chemobox voorzien van duidelijke markering met een gebruiksaanwijzing en met een lijst van KCA-probleemstoffen. Dit kan een zeefdruk of sticker zijn, vaak met gemeentenaam en/of logo. Er is ook een kartonnen inzetdoos beschikbaar welke geplaatst kan worden in een kunststof chemobox.

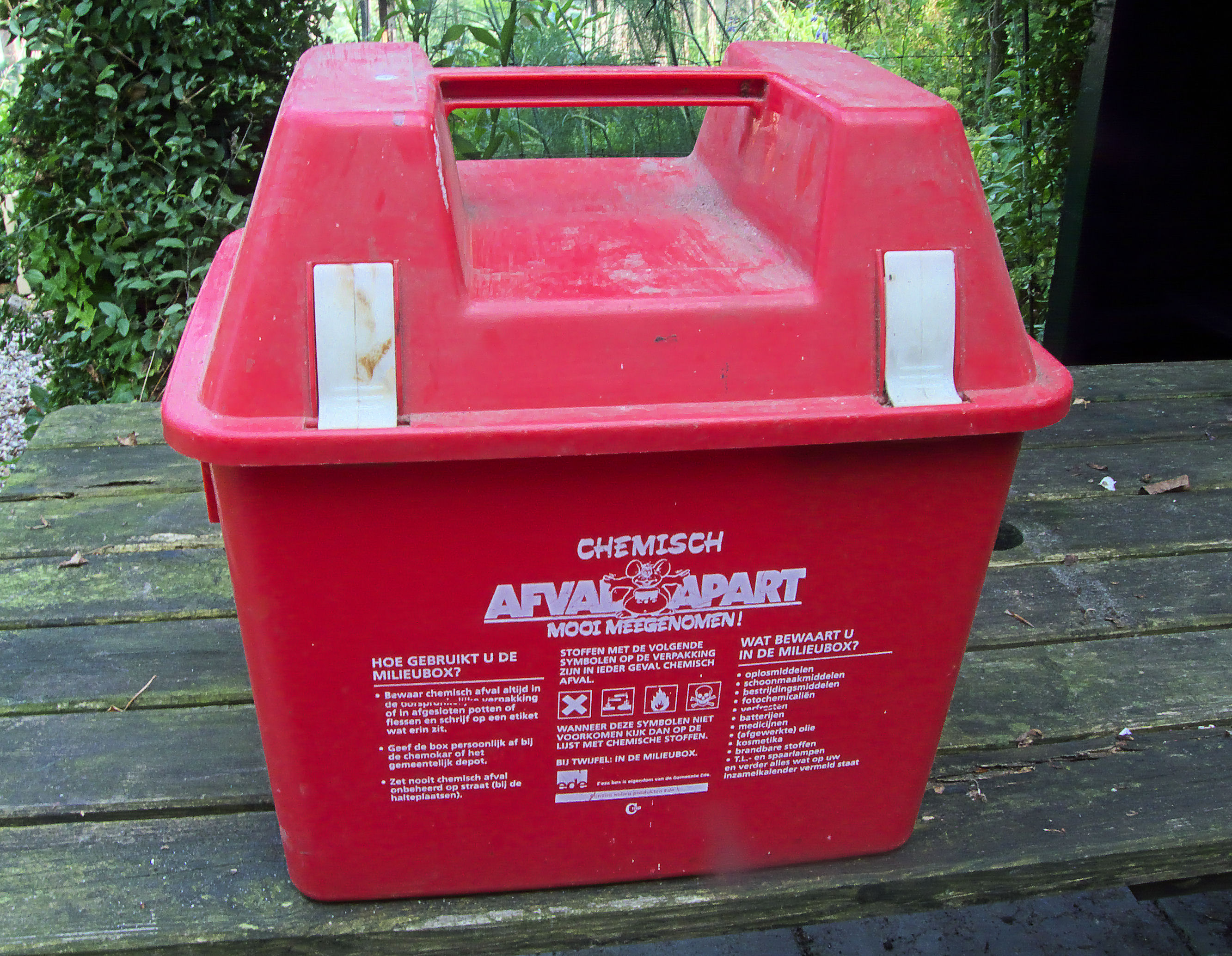
Chemobox gesloten
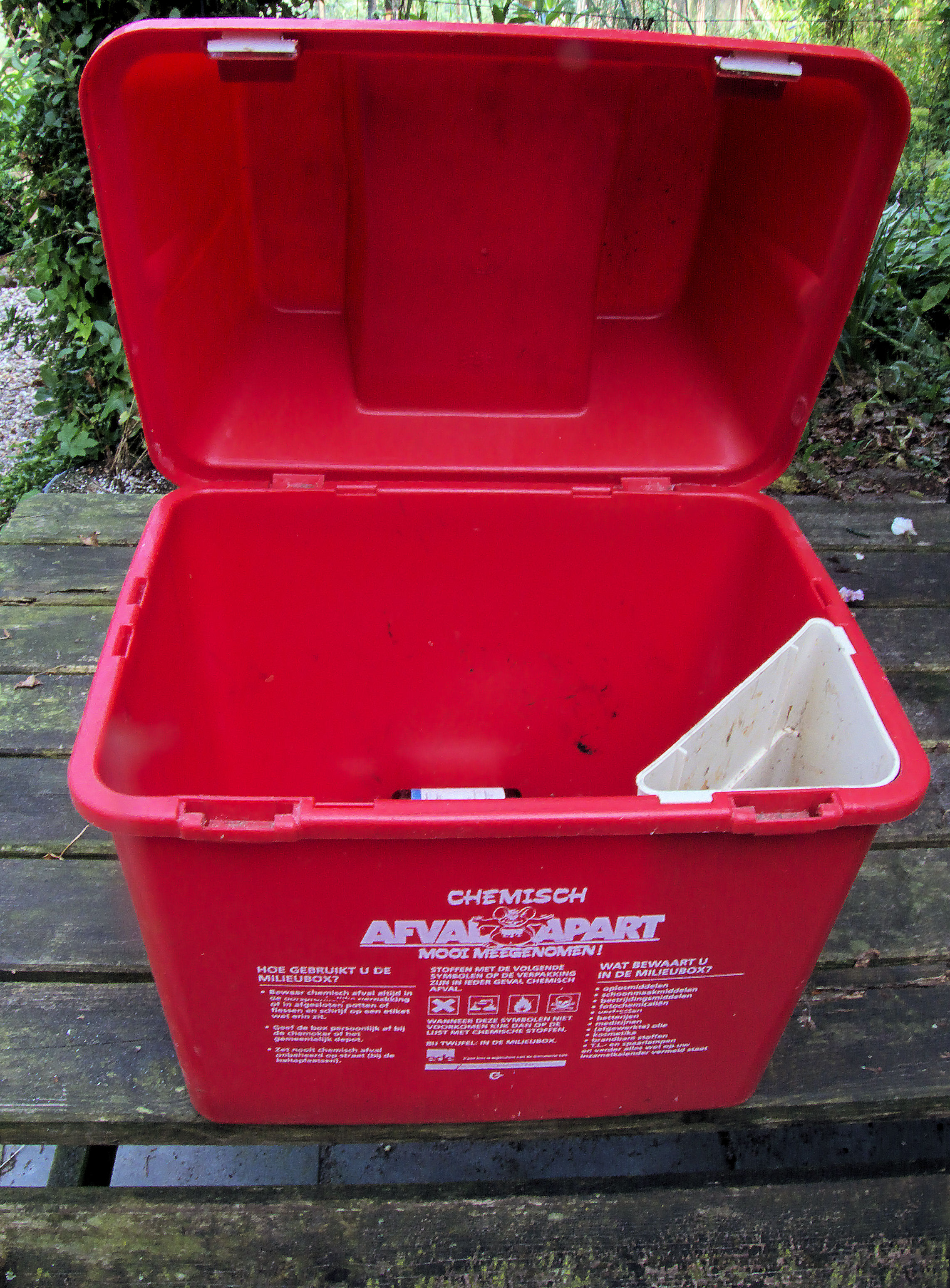
Chemobox open
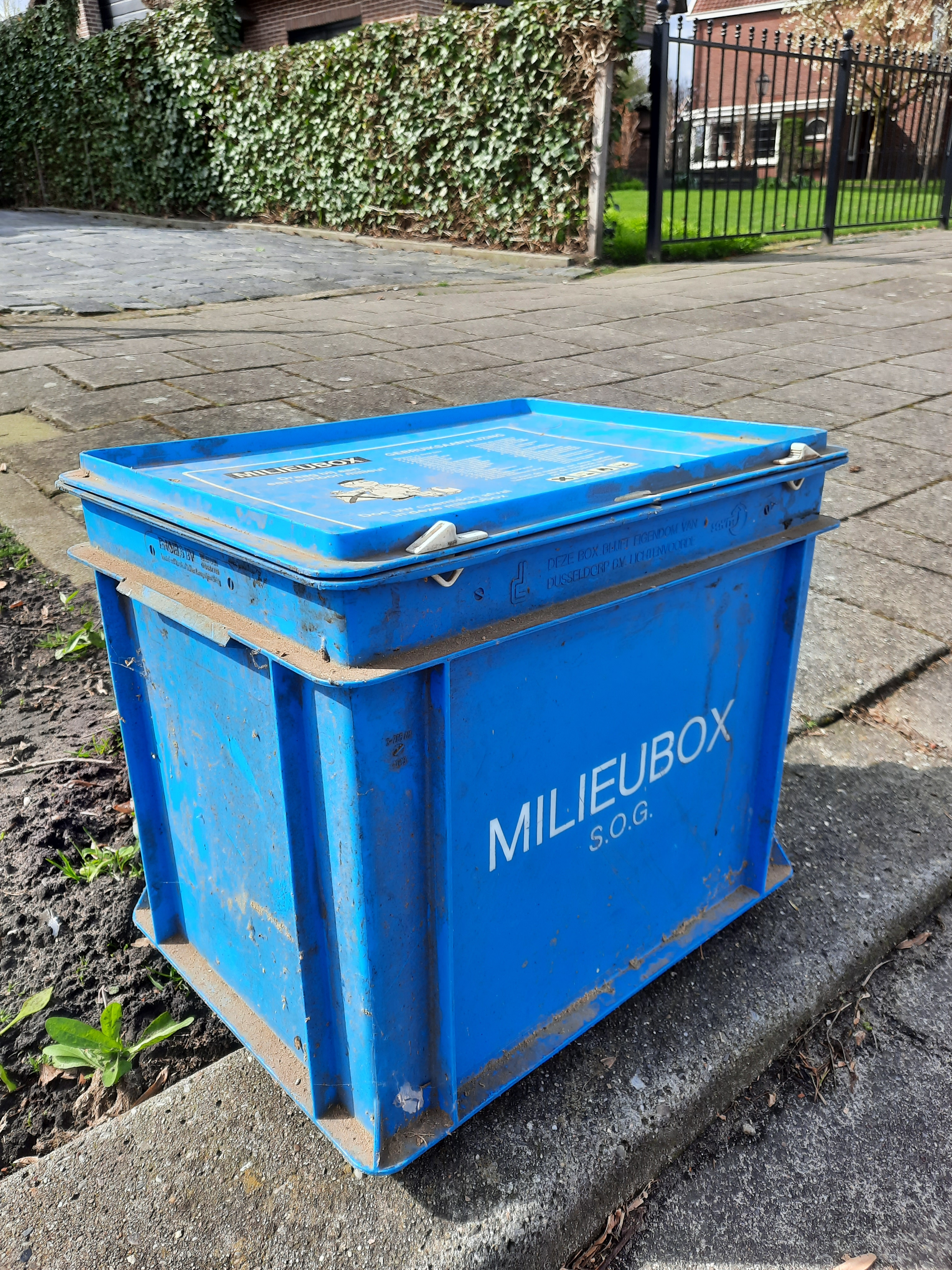
Blauwe milieubox aan straat
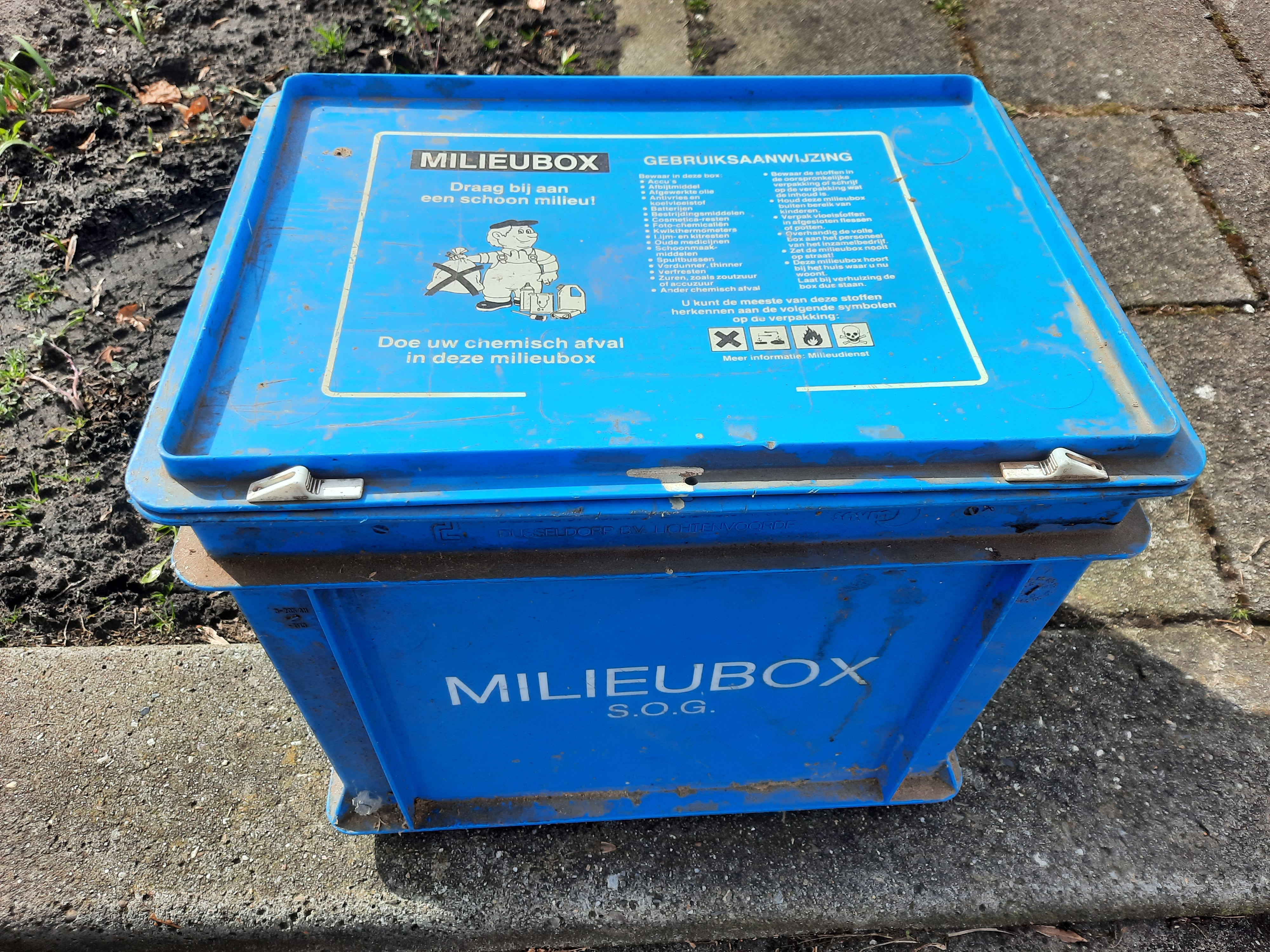
Gebruiksaanwijzing op de deksel

## België
In België werd de milieubox gebruikt. Deze was geïnspireerd door de chemobox en lijkt er sterk op, maar is groen van kleur.
De milieubox was een groene plastic doos die elk Vlaams gezin begin jaren 1990 kreeg om zogenoemd klein gevaarlijk afval (kga) zoals batterijen, verf en andere chemische producten (oplosmiddelen, zuren, basen, brandstoffen, kleurstoffen, cosmetica, lijmen, ontstoppers, antivries, beitsmiddelen, bleekwater, pesticiden, vuurwerk) bij de gemeente in te leveren. De box werd in 1991 voorgesteld aan het brede publiek. Het ophalen van het in de milieuboxen verzamelde klein gevaarlijk afval gebeurde ofwel met de chemomobiel, een bestelwagen die daartoe speciaal was uitgerust, ofwel via het containerpark waar de bezoekers het in speciale containers konden deponeren.
De opslagdoos werd geen succes, onder andere wegens de beruchte kinderbeveiliging: veel volwassenen bleken problemen te hebben om de box open te krijgen.
Na de levering van de milieuboxen ontstond er een politiek schandaal, omdat de aanbesteding aan de firma Aralco ter waarde van ongeveer 25 miljoen euro niet correct verlopen zou zijn. De firma Plascobel, die de gunning in eerste instantie misliep, kreeg als onderaannemer toch een deel van de opdracht. Een schenking van hen aan de CVP werd gemaskeerd opdat het niet op corruptie zou lijken. Minister Theo Kelchtermans en CVP-kopstuk Leo Delcroix waren hierbij betrokken. Delcroix werd veroordeeld in 2003, maar in 2004 in beroep vrijgesproken omdat de zaak verjaard was.

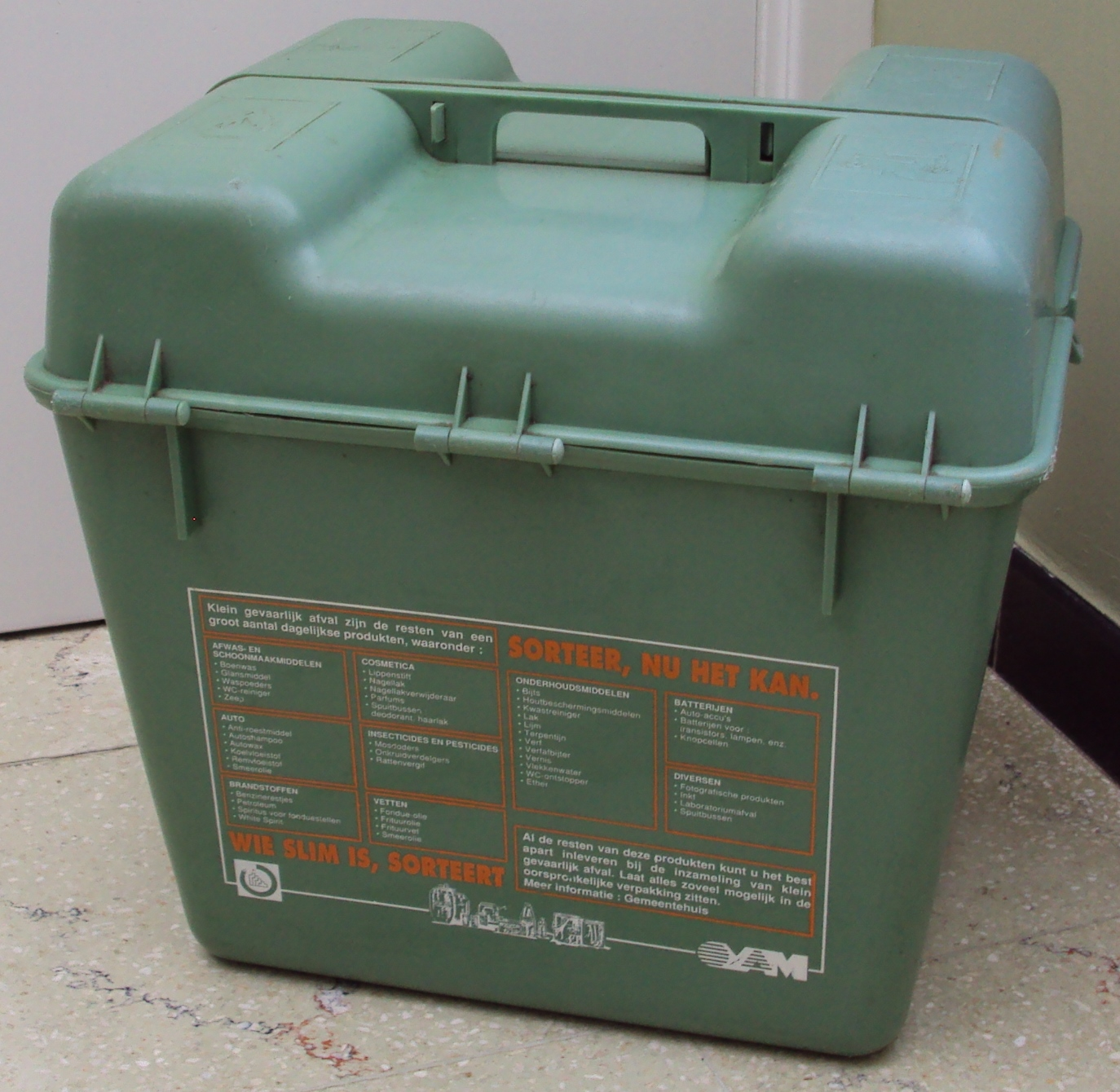
Milieubox (gesloten)
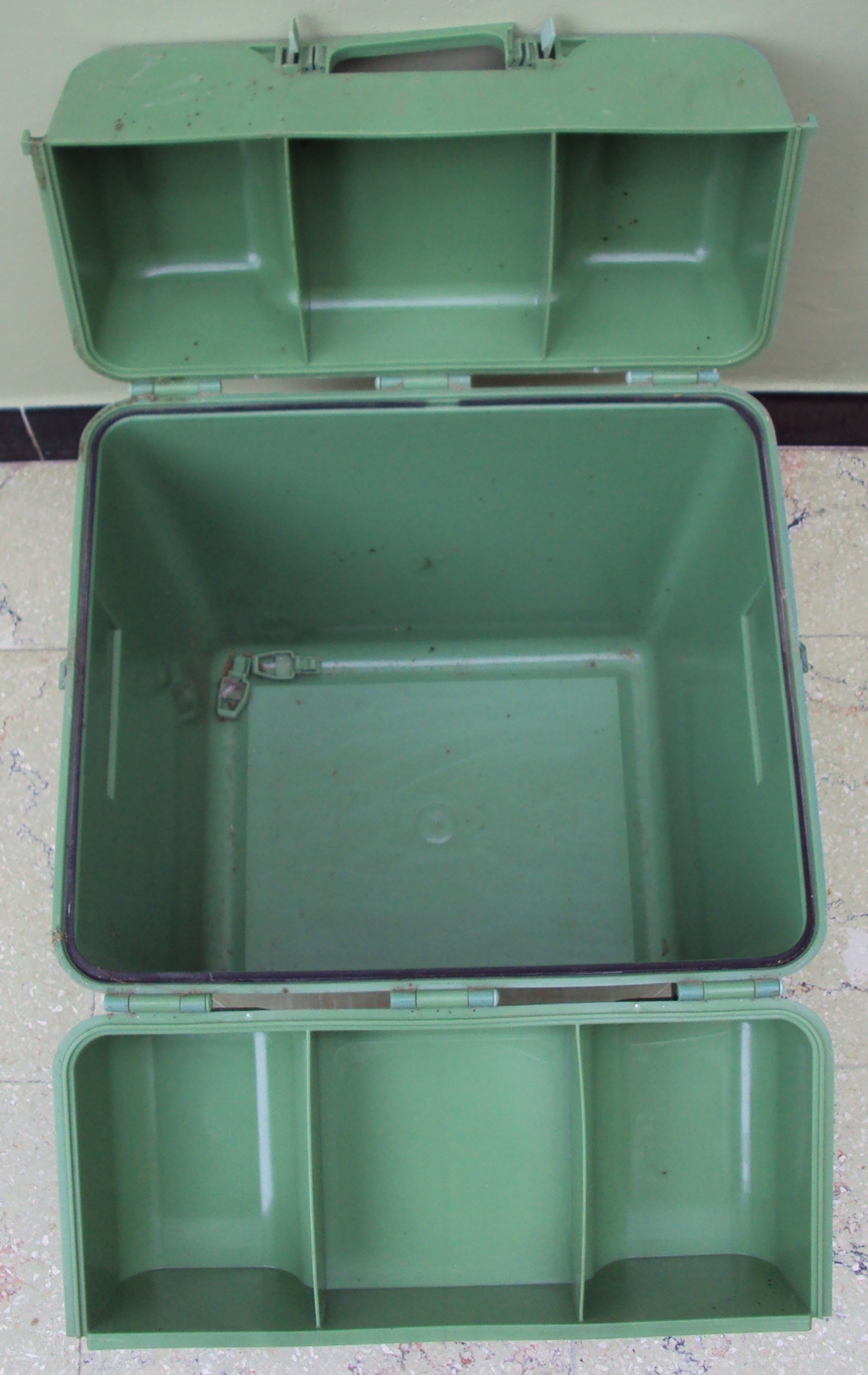
Milieubox (geopend)